# Charles Todd (homme politique)
Pour les articles homonymes, voir Charles Todd et Todd.
Charles Todd est un homme politique canadien de la Colombie-Britannique. Il est député provincial indépendant de la circonscription britanno-colombienne de Kootenay de 1871 à 1875.